# Pseudanthias privitera
Pseudanthias privitera là một loài cá biển thuộc chi Pseudanthias trong họ Cá mú. Loài này được mô tả lần đầu tiên vào năm 2001.

## Từ nguyên
Loài cá này được đặt theo tên của Lisa A. Privitera, vợ của tác giả Pyle, người đã giúp đỡ ông rất nhiều trong quá trình thu thập mẫu vật của P. privitera.

## Phân bố và môi trường sống
P. privitera có phạm vi phân bố ở Nam Thái Bình Dương. Loài này chỉ được tìm thấy tại 3 địa điểm: Tahiti (thuộc quần đảo Société), quần đảo Australes và Rarotonga (thuộc quần đảo Cook). Loài này sống xung quanh các rạn san hô ở độ sâu khoảng từ 70 đến 116 m.

## Mô tả
P. privitera có chiều dài cơ thể lớn nhất đo được là 5,5 cm.
Số gai ở vây lưng: 10; Số tia vây mềm ở vây lưng: 15; Số gai ở vây hậu môn: 3; Số tia vây mềm ở vây hậu môn: 7; Số gai ở vây bụng: 1; Số tia vây mềm ở vây bụng: 5; Số tia vây mềm ở vây ngực: 18; Số đốt sống: 26; Số lược mang: 29 - 33.